# امیر (گدابیگ)
امیر (به لاتین: Əmir) یک منطقه مسکونی در جمهوری آذربایجان است که در شهرستان گدابیگ واقع شده است. امیر ۱۸۳ نفر جمعیت دارد.